# Thomas Robinson, 2:e baron Grantham
Thomas Robinson, 2:e baron Grantham, född 30 november 1738, död 20 juli 1786, var en brittisk diplomat och statsman, son till Thomas Robinson, 1:e baron Grantham, far till Thomas Robinson, 3:e baron Grantham och Frederick John Robinson, 1:e earl av Ripon.
Grantham var 1771–1779 brittisk ambassadör i Madrid och mellan juli 1782 och april 1783 utrikesminister i Shelburnes ministär.